# Cepranomens
De Cepranomens (Homo cepranensis) is de naam van een fossiele mens uit Italië, in 1994 bij bouwwerkzaamheden aan een weg bij Ceprano door de archeoloog Italo Biddittu ontdekt. Van deze soort is slechts één, 800.000 tot 900.000 jaar oude, schedel bekend. Deze datering wordt door Giovanni Muttoni et al. in een studie uit 2009 betwist. Zij menen, dat de schedel van veel jongere datum is, namelijk 450.000 jaren oud.
De Cepranomens is een geïsoleerde vondst. De term H. cepranensis moet dan ook worden opgevat als een verwijzing naar de vindplaats en niet als een soortbeschrijving, een taxon. De noodzaak om de schedel onder een nieuwe naam te beschrijven wordt door vele onderzoekers aangevochten en in feite wordt hij vaak als Homo antecessor beschouwd, ook al zou hij jonger zijn dan alle andere bekende fossielen van deze soort.
De kenmerken van de schedel lijken een tussenvorm te zijn tussen schedelkenmerken van Homo erectus c.q. Homo ergaster en die van de latere soort Homo heidelbergensis, die Europa domineerde voor de neanderthaler. Een studie uit 2011 suggereert dat H. cepranensis een voorouder was van de neanderthaler.
Er is echter onvoldoende materiaal om een complete analyse van dit individu te maken.

## Schedelinhoud
De schedelinhoud is geschat op circa 1057 ml. en valt ruim binnen het bereik van de Homo erectus/ergaster.
| Hominide                              | Gemiddelde Inhoud in cc. |
| ------------------------------------- | ------------------------ |
| Homo erectus                          | 950                      |
| Homo antecessor                       | 1.000                    |
| Homo cepranensis (Cepranomens)        | 1.057                    |
| Homo heidelbergensis (Heidelbergmens) | 1.206                    |
| Homo sapiens (mens)                   | 1.350                    |

| Voorlopers en oude verwanten van de mens | Voorlopers en oude verwanten van de mens | Voorlopers en oude verwanten van de mens |
| Fossiel voorkomen                        | Geslacht                                 | Soorten |
| ---------------------------------------- | ---------------------------------------- | --- |
| 7 - 4,4 Ma                               | Sahelanthropus                           | Sahelanthropus tchadensis |
| 7 - 4,4 Ma                               | Orrorin                                  | Orrorin tugenensis |
| 7 - 4,4 Ma                               | Ardipithecus                             | Ardipithecus ramidus · Ardipithecus kadabba |
| 4,3 - 2 Ma                               | Australopithecus                         | A. anamensis · A. afarensis · A. bahrelghazali · A. africanus · A. garhi · A. sediba |
| 3,5 Ma                                   | Kenyanthropus                            | Kenyanthropus platyops |
| 2,5 - 1 Ma                               | Paranthropus                             | P. aethiopicus · P. boisei · P. robustus |
| tot heden                                | Homo                                     | H. antecessor · H. cepranensis · H. denisova · Homo erectus (Javamens · Pekingmens) · H. ergaster · H. floresiensis · H. gautengensis · H. georgicus · H. habilis · H. heidelbergensis · H. helmei · H. neanderthalensis · H. rhodesiensis · H. rudolfensis · Homo sapiens (H. s. idaltu · Cro-magnonmens · Red Deer Cave-mensen) |